# غريغ ميدلتون
غريغ ميدلتون (بالإنجليزية: Greg Middleton)‏ هو لاعب كرة قدم أمريكية أمريكي، ولد في 1 ديسمبر 1986 في إنديانابوليس في الولايات المتحدة.